# Szunyogh Szabolcs
Szunyogh Szabolcs (Budapest, 1950. február 5. –) Táncsics Mihály-díjas magyar író, újságíró, szerkesztő.

## Tanulmányai
A Pécsi Tanárképző Főiskolán 1969-től 1973-ig, majd az Eötvös Loránd Tudományegyetemen 1975 és 1977 között tanult. Újságíró Iskolát 1975-ben végzett. 1973-tól 1979-ig a pécsi Universitas című egyetemi újság munkatársa.

## Életútja
1979 és 1987 között a Népszava munkatársa, ezután 1987-től 1990-ig a Magyar Rádió rovatvezetője, 1990-től 2013-ig a Köznevelés című folyóirat főszerkesztője volt. 2000-től a MÚOSZ elnökségi tagja. Jelenleg a Klubrádió egyik szerkesztője, műsorvezetője. Az Erzsébetvárosi Zsidó Történeti Tárt számára rendszeresen videó-előadásokat tart. 2011–2015: Magyar Újságírók Országos Szövetségének alelnöke. 2006-2015. a MÚOSZ Kulturális Szakosztályának elnöke. 2004–2011: az Eötvös József Pedagógiai Szabadelvű Társaság elnöke 

## Művei
- Bibliai mesék (Móra Ferenc Ifjúsági Könyvkiadó, 1984)
- Jézus, az ember fia (Móra Ferenc Ifjúsági Könyvkiadó, 1985)
- Jeruzsálem lovagjai (Móra Ferenc Ifjúsági Könyvkiadó, 1986)
- Riporteri titkaimat nem viszem a sírba (Szerzői magánkiadás, 1986)
- I. István király (ismeretterjesztő, Ifjúsági Lap- és Könyvkiadó Vállalat, 1988)  (a katalógusokban formailag hibás ISBN-nel szerepel) ISBN 9634228074
- Arany János (1817–1882) (életrajz, Garabonciás Könyvkiadó, 1988) ISBN 9637407103
- Bibliai történetek, antik mítoszok (Tankönyvkiadó Vállalat, 1988)
- Boszorkányszombat avagy mese tündérrel, boszorkánnyal és Tivadarral  (Móra Ferenc Ifjúsági Könyvkiadó, 1988)
- A kereszténység születése (Nemzeti Tankönyvkiadó Rt., 1996)
- Világvallások Magyarországon (Nemzeti Tankönyvkiadó Rt., 1997)
- Kordnadrágban Tel Avivban (Aura Kiadó, 2002)
- Megemlékezés a holokauszt áldozatairól; szerk. Nuber István, Győri György, Szunyogh Szabolcs; Oktatási Minisztérium–Holokauszt Dokumentációs Központ és Emlékgyűjtemény Közalapítvány, Budapest, 2003 (Iskolai emléknapok)
- Jákób csillaga. Zsidóság: vallás, hagyomány, kultúra; Noran Libro, Budapest, 2015
- Bringaút a Holdra; Noran Libro, Budapest, 2016
- Védtelen istenek. Kézikönyv a teremtéshez; Noran Libro, Budapest, 2017
- Lemberg, Galícia fővárosa; Aura, Budapest, 2021
- Mária Terézia, Kossuth Kiadó, Budapest, 2021 ISBN 9635445555, ISBN 9789635445554
- Erotika, csodák, rejtélyek a Bibliában; Kocsis, Budapest, 2022
- Jézus, a názáreti; Kocsis, Budapest, 2022
- Sissy - A lázadó császárné; Kocsis, Budapest, 2023
- Assisi Szent Ferenc élete. Kocsis, Budapest, 2023

## Elismerései
- Rádiós Nívódíj (1989)
- A Magyar Köztársasági Érdemrend lovagkeresztje (polgári tagozat, 2004)
- Táncsics Mihály-díj (sajtó, 2008)
- Radnóti Miklós antirasszista díj (2015)[1]
- Magyar Zsidó Kulturális Egyesület Várhegyi György-díj (2016)